# ربذه

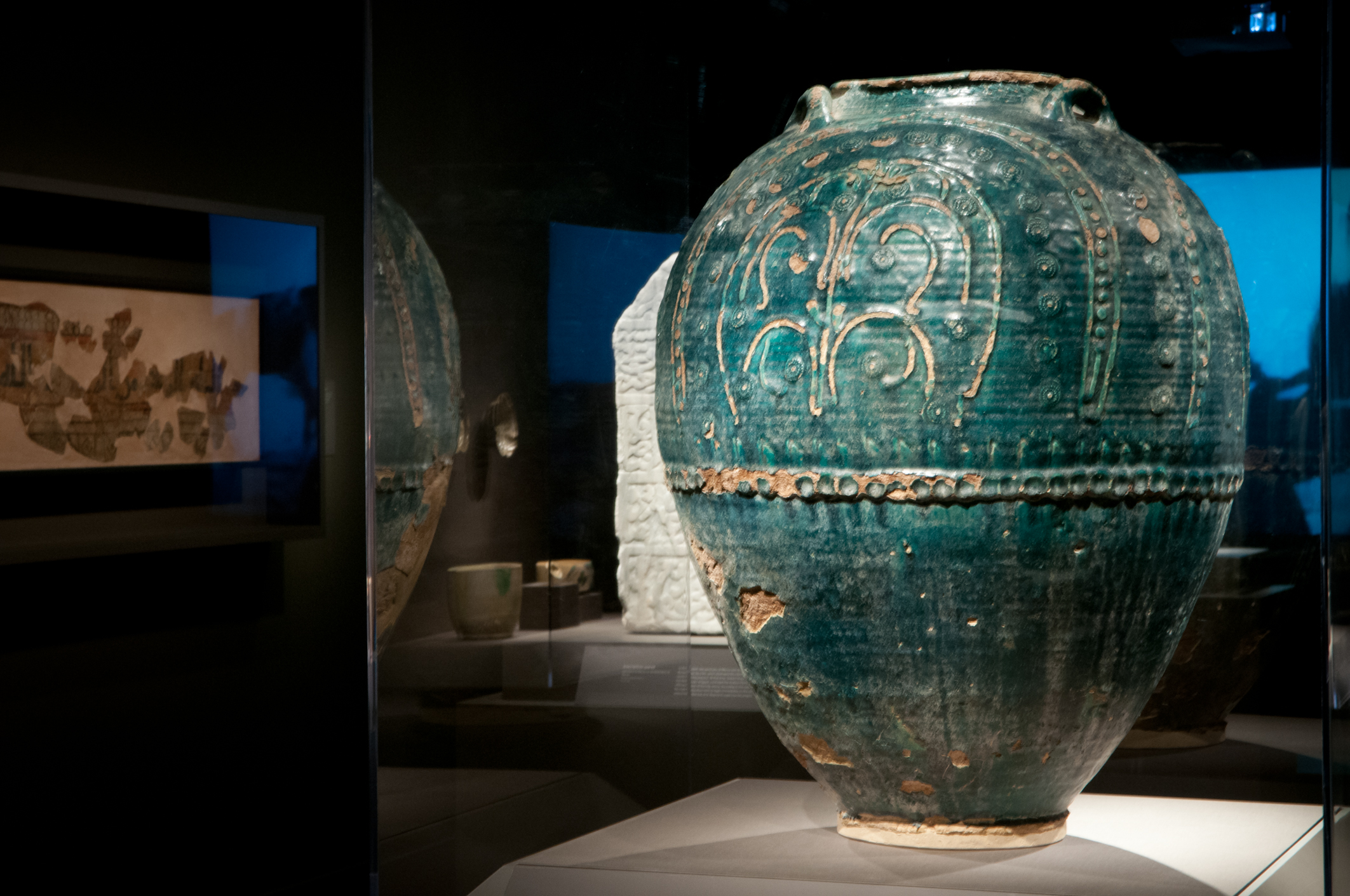
نمایی از یک کوزهٔ باستانی یافت‌شده در ربذه - ۲۰۱۲

الربذه (به عربی: الربذة) شهری تاریخی باستانی است که در شرق مدینه واقع شده است. در قدیم این شهر در حدود ۱۷۰ کیلومتر از شرق مدینه واقع شده بود و یکی از استراحتگاه‌های قافله‌هایی مسافر بین عراق و مکه بود.
امروزه این شهر در ۱۰۰ کیلومتر جنوب شرق حناکیه و در ۲۰۰ کیلومتر شرق مدینه واقع شده است.
ابوذر غفاری در زمان خلیفه ی سوم به این مکان تبعید شد و در همان مکان درگذشت.